# Maria Mazzotta
Maria Mazzotta est une chanteuse folk italienne née en 1982 à Lecce, dans les Pouilles.
Son style est considéré comme relevant des musques du monde et fait la part belle à la pizzica (la variante locale de la tarentelle).
Elle vit dans le Salento et les Pyrénées françaises.

## Biographie

### Formation
Maria Mazzotta a suivi une formation de musique classique (pianiste et harpiste) au conservatoire de Lecce, puis s'est concentrée sur le chant et la musique traditionnelle, étudiant les traditions musicales de Grèce et des balkans (Albanie,  Macédoine, Croatie, Roumanie, Bulgarie et du peuple Roms),.

## Style musical et carrière
Elle chante en dialecte du Salento (le sud des Pouilles, constituant le talon de la botte italienne).
De 2000 à 2014, elle a été membre de l'ensemble Canzoniere Grecanico Salentino (it), a enregistré six albums avec cette formation et a été invitée à d'importants festivals à travers l'Europe et possède un répertoire diversifié.
Elle a ensuite travaillé avec des artistes tels que Bobby McFerrin, Ibrahim Maalouf, Rita Marcotulli, Ballaké Sissoko, Roy Paci, Roberto Ottaviano et Bijan Chemirani.
Avec le violoncelliste albanais Redi Hasa, elle forme le duo Hasa-Mazzotta, avec lequel elle a sorti plusieurs albums.
En 2020, l'album solo de dix titres Amoreamaro est sorti sur Agualoca Records - accompagné à l' accordéon par Bruno Galeone (Madagascar). Il a atteint la 3ème place des World Music Charts Europe et la 9e place des Transglobal World Music Charts. Mazzotta a présenté l'album lors d'un concert en streaming en juillet 2020 au Haapavesi Folk Music Festival (fi) en Finlande. On notera sur cet album une nouvelle interprétation des chansons Tu non mi piaci più, devenue un succès avec Gabriella Ferri, Lu pisci spada de Domenico Modugno et Rosa canta e cunta, une chanson de Rosa Balistreri, ainsi que deux nouvelles chansons, chantées dans le dialecte de sa région natale : Nu me lassare [Ne me quitte pas] et amore/amaro (Amour amer), la chanson titre dans le style pizzica.

### Discographie (sélection)
- Ura. Avec Redi Hasa (Finis Terre; 2014)
- Novilunion. Avec Redi Hasa (Ponderosa Music & Art; 2017)
- Amoreamaro (Agualoca Records; 2020)
- Pulcinella et Maria Mazzotta : Grifone. Avec l'Ensemble Pulcinella (2021)

## Récompenses
- 2021 : Prix du Jury International au World Music Premio Andrea Parodi[6].